# Recuperação intraoperatória de sangue
Recuperação intraoperatória de sangue é uma prática da medicina cujo procedimento envolve a recuperação de sangue perdido durante cirurgia e sua reinfusão no paciente.

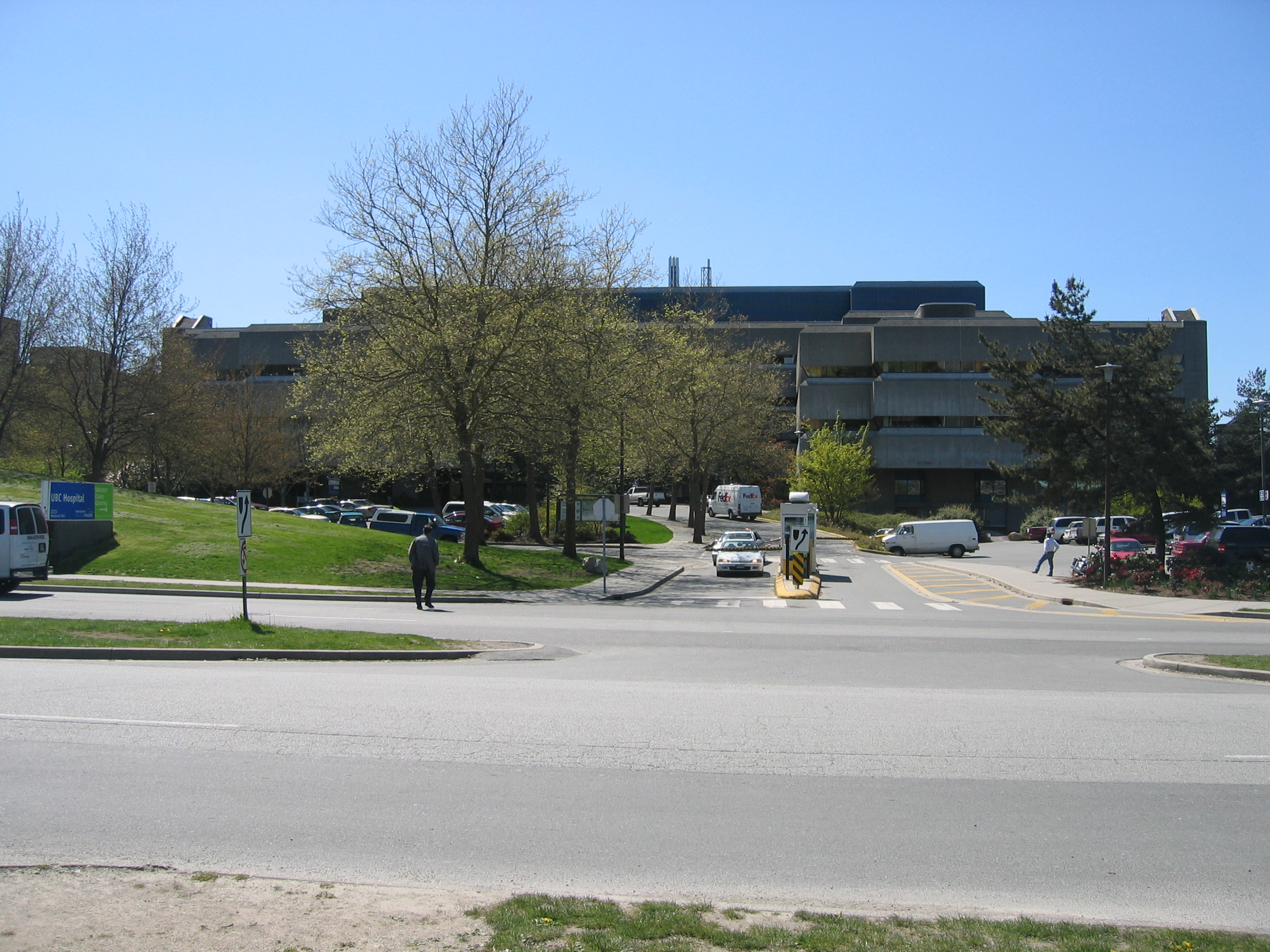
Hospital da Universidade de Colúmbia Britânica, Vancouver (UBC)

Este procedimento tem sido usado por muitos anos e ganhou uma maior atenção e aceitação ao longo do tempo, visto que os riscos associados da transfusão sanguínea passou a ter maior publicidade. Várias técnicas médicas foram desenvolvidas para auxiliar no tratamento do paciente com o próprio sangue no período da cirurgia. Estes medicamentos são utilizados com freqüência em cirurgia torácica, cirurgia vascular e cirurgia cardiovascular, onde a utilização de sangue tem sido tradicionalmente alta,  contribuindo assim com um maior esforço no sentido de evitar os efeitos adversos devido à transfusão bem como dar mais ênfase à conservação do sangue.

## Objetivo
Fornecer sangue seguro para transfusões continua a ser um desafio, apesar dos avanços na prevenção da transmissão de hepatite B, hepatite C, HIV, vírus Nilo ocidental, doença de Chagas - infecções por bactérias transmitidas nas transfusões.
Riscos adicionais incluem a lesão pulmonar aguda relacionada à transfusão (Trali), uma condição com potencial perigo de morte com sintomas tais como dispnéia, febre, e hipotensão. Estes riscos podem ocorrer em algumas horas após transfusão relacionada a lesão pulmonar aguda.
Outros riscos como a variante doença de Creutzfeldt-Jakob, uma doença invariavelmente fatal, continua a levantar preocupações. Centros mundiais de bancos de sangue têm instituído critérios para rejeitar doadores que podem ter sido expostas a vCJD. Outro motivo tem sido a falta de sangue existentes nos Estados Unidos, Brasil e no mundo inteiro. Em muitos países industrializados, 5% ou menos da população elegível são doadores de sangue.
Como resultado, a comunidade médica mundial tem cada vez mais mudado de sangue halogênio (sangue colhido em outra pessoa) para perfusão autóloga, em que os doentes recebem seu próprio sangue. Outro impulso para transfusão autóloga é a posição das Testemunhas de Jeová sobre a transfusão sanguínea. Por motivos religiosos, as Testemunhas de Jeová não aceitam qualquer transfusão alogénica de um doador de sangue, mas podem aceitar a utilização de sangue autólogo recuperado durante a cirurgia para restaurar seu volume de sangue e homeostase durante o decurso de uma operação.

## Opções sem sangue
Formas de evitar os efeitos adversos associados à transfusão alogênica são frequentemente agrupados sob o termo cirurgia sem sangue. Existem várias os chamados tratamentos alternativos sem sangue. Estas incluem:
- Técnicas cirúrgicas minimamente invasivas[3]
- Eritropoietina[4] (um hormônio que estimula as células-tronco na medula óssea a produzir glóbulos vermelhos)
- Substitutos do sangue[5] como expansores do volume de sangue e transportadores de oxigênio
- Sangue autólogo, incluindo doação pré - operatória (válido somente para cirurgia programada, em que se prevê transfusão) e em recuperação intraoperatória de sangue. A recuperação intraoperatória de sangue já tem sido utilizada durante muitos anos, especialmente na cardiotorácica e cirurgias vasculares, onde o uso de sangue tem sido tradicionalmente alto.

## Procedimentos de recuperação sanguínea
É significativo o desenvolvimento de máquinas de recuperação intraoperatória de sangue. Durante a cirurgia, essas máquinas recuperam e imediatamente reutilizam o sangue do próprio paciente, sem armazená-lo.  Vários processos foram desenvolvidos para auxiliar na recuperação de sangue total do paciente durante a cirurgia. Máquinas mais novas podem até separar o sangue em seus componentes e reutilizar os que forem necessários enquanto continuam ligadas ao paciente.
Equipamentos como o "Cell Saver" tem sido adquiridos por hospitais e colocado à disposição dos médicos e pacientes. A utilização do Cell Saver durante uma cirurgia em que haja grande perda de sangue permite a recuperação intraoperatória, devolvendo ao paciente seu próprio sangue durante a cirurgia, evitando ou diminuindo a necessidade de transfusões.
Sua função consiste em aspirar através de conduto o sangue da cavidade torácica, abdominal ou pélvica que é passado por uma máquina específica que faz as seguintes funções:
- 1 – filtragem: separa partículas maiores de 40 micras do conteúdo aspirado que são desprezadas. Eliminação de microêmbolos gordurosos do sangue aspirado, sobretudo durante cirurgias ortopédicas;
- 2 – centrifugação: Neste processo despreza-se o sobrenadante  que inclui plasma, parte dos leucócitos e plaquetas; heparina e fatores de coagulação;
- 3 – lavagem de hemácias: com soro fisiológico;
- 4 – armazenamento: em sistema conectado na veia do paciente e pronto para reinfusão, assim que necessário, o que deverá ser feito em até 4 horas.

A cirurgia renal não permite o acesso do aspirador diretamente no pequeno corte na região lombar. Foi então idealizada uma pequena variação técnica que consiste num saco esterilizado preso ao dorso da paciente com campo cirúrgico plástico colante. À medida que o sangue misturado com soro fisiológico sai pela bainha, entra no reservatório que é então aspirado para a máquina. Esse aparelho é manejado por pessoal médico e paramédico, devidamente treinados.
Ao longo dos anos vários estudos têm sido feitos para comparar esses métodos de recuperação sanguínea em termos de segurança, em relação custo/beneficio e, muitas vezes com resultados contraditórios, no entanto os procedimentos revelam que até em casos extremos podem-se recuperar litros de sangue com esse sistema.